# تل الغسيل
تل الغسيل موقع أثري يقع على بعد 11 كيلومتر (6.8 ميل) شمال شمال شرق مدينة رياق في محافظة البقاع في لبنان.

## الموقع
يقع التل في مزرعة الجامعة الأميركية في بيروت في البقاع، على بعد 16 كلم جنوب غرب بعلبك. أجرى فريق متحف الجامعة الأميركية في بيروت اثنتي عشرة حملة تنقيب في هذا الموقع، بين عامي 1956 و1974.

## تاريخ
ويعود تاريخه على الأقل إلى العصر النحاسي. اكتشافات العصر البرونزي الأوسط في القبر رقم 1، يليها العصر البرونزي المتأخر الأول. ومن بين الاكتشافات إبريق تل اليهودية. كان تل الغسيل كان موقعًا زراعيًا ريفيًا بالنظر إلى أحد عشر مستوى أثريًا يتراوح ما بين 1800 إلى 600 قبل الميلاد.

## الاكتشافات
كشفت أعمال التنقيب عن أربعة معابد من العصر الحديدي (القرن التاسع إلى الثامن قبل الميلاد) والمستوطنات المحلية من القرن الثامن قبل الميلاد، وسبعة مقابر من العصر البرونزي الأوسط (1800 – 1650 قبل الميلاد). عُثر على عدة أنواع من المدافن: ثلاث الدفن في الجرار للأطفال، وثلاث مدافن أرضية للأطفال والكبار، ومدفن متعدد للكبار. وكان بينهم أربعة أو خمسة أشخاص: جسد واحد كامل وذراعاه مطويتان على الصدر والآخرون مقطوعي الأوصال. وتشمل المادة الجنائزية المدفونة مع الجثث 3 أطباق و4 طاسات وإبريقين صغيرين و4 خرزات وإبرة برونزية واحدة.
تعرض عديد الأشياء المكتشفة في الموقع في متحف الجامعة الأميركية في بيروت، منها مباخر البخور والأباريق والأباريق الصغيرة والخرز وغيرها من الأشياء الصغيرة، كما يوجد عرض لمقبرة المدافن المتعددة، معاد بناؤه، مع وجود هيكل عظمي كامل بداخلها.
من بين الأشياء المكتشفة إبريق نادر (رقم # 08.1286) يُعرف باسم تل اليهودية مزخرف بالطيور وشجرة النخيل عُثر عليه في المقبرة الأخيرة التي يعود تاريخها إلى العصر البرونزي الأوسط (حوالي 1730 قبل الميلاد). وهو عبارة عن إبريق صغير (ارتفاع:10.5؛ قطر الجسم: 7.2 سم) بقاعدة زر، وجسم كمثري الشكل، ورقبة ضيقة طويلة، وحافة ملفوفة قليلاً، ومقبض حلقي محزز واحد من الكتف إلى الحافة.

## الحواشي
1. ↑  (بالإنجليزية: juglet)‏ وهي حاوية قديمة للسوائل، تشبه أباريق العصر الحديث ولكنها أصغر منها.